# Ana Caram
Ana Caram (* 1. října 1958, São Paulo, Brazílie) je brazilská zpěvačka, kytaristka a flétnistka známá interpretací stylu bossa nova a MPB. Pro svůj hedvábně jemný hlas a styl je srovnávána s Astrud Gilbertovou.

## Život a kariéra
Ana Caram se narodila v São Paulu v hudební rodině. Na univerzitě v São Paulu vystudovala skladbu a dirigování. Po nevýrazných začátcích přišel úspěch po setkání Any Caram s Paquitem D'Riverou na festivalu ve Finsku. Jejich pozdější společné vystoupení v Carnegie Hall v New Yorku přineslo nahrávací smlouvu s hudebním vydavatelstvím Chesky Records. Již na svém prvním albu Rio After Dark spolupracovala se zakladatelem stylu bossa nova Antoniem Carlosem Jobimem.

## Diskografie
- Rio After Dark (s Antoniem Carlosem Jobimem), 1989
- Amazônia, 1992
- The Other Side of Jobim, 1992
- Maracanä, 1993
- Bossa Nova, 1995
- Sunflower Time, 1996
- Postcards from Rio, 1998
- Blue Bossa, 2001[3]
- Hollywood Rio, 2004[1][5]
- Pura luz, 2005[6]
- Pensava em você